# العلاقات السورية المنغولية
العلاقات السورية المنغولية هي العلاقات الثنائية التي تجمع بين سوريا ومنغوليا.

## مقارنة بين البلدين
هذه مقارنة عامة ومرجعية للدولتين:
| وجه المقارنة                                              | سوريا                    | منغوليا         |
| --------------------------------------------------------- | ------------------------ | --------------- |
| المساحة (كم2)                                             | 185.18 ألف               | 1.57 مليون      |
| عدد السكان (نسمة)                                         | 18.27 مليون              | 3.08 مليون      |
| الكثافة السكانية (ن./كم²)                                 | 98.66                    | 1.96            |
| العاصمة                                                   | دمشق                     | أولان باتور     |
| اللغة الرسمية                                             | اللغة العربية            | اللغة المنغولية |
| العملة                                                    | ليرة سورية               | توغروغ منغولي   |
| الناتج المحلي الإجمالي (بليون دولار)                      | 60.20 مليار              | 11.49 مليار     |
| الناتج المحلي الإجمالي (تعادل القوة الشرائية) بليون دولار |                          | 36.16 مليار     |
| الناتج المحلي الإجمالي الاسمي للفرد دولار أمريكي          |                          | 3.97 ألف        |
| الناتج المحلي الإجمالي للفرد دولار أمريكي                 |                          | 11.95 ألف       |
| مؤشر التنمية البشرية                                      | 0.594                    | 0.727           |
| رمز المكالمات الدولي                                      | +963                     | +976            |
| رمز الإنترنت                                              | .sy                      | .mn             |
| المنطقة الزمنية                                           | ت ع م+02:00، ت ع م+03:00 | ت ع م+08:00     |

## منظمات دولية مشتركة
يشترك البلدان في عضوية مجموعة من المنظمات الدولية، منها:
| علم المنظمة | اسم المنظمة                               | تاريخ انضمام سوريا | تاريخ انضمام منغوليا |
| ----------- | ----------------------------------------- | ------------------ | -------------------- |
|             | مؤسسة التنمية الدولية                     | 28 يونيو 1962      | 14 فبراير 1991       |
|             | يونسكو                                    | 16 نوفمبر 1946     | 1 نوفمبر 1962        |
|             | وكالة ضمان الاستثمار متعدد الأطراف        | 14 مايو 2002       | 21 يناير 1999        |
|             | الأمم المتحدة                             | 24 أكتوبر 1945     | 27 أكتوبر 1961       |
|             | الاتحاد البريدي العالمي                   | ?                  | ?                    |
|             | البنك الدولي للإنشاء والتعمير             | 10 أبريل 1947      | 14 فبراير 1991       |
|             | الاتحاد الدولي للاتصالات                  | 12 يناير 1924      | 27 أغسطس 1964        |
|             | منظمة حظر الأسلحة الكيميائية              | ?                  | ?                    |
|             | مؤسسة التمويل الدولية                     | 28 يونيو 1962      | 14 فبراير 1991       |
|             | المركز الدولي لتسوية المنازعات الاستشارية | 24 فبراير 2006     | 14 يوليو 1991        |
|             | منظمة الشرطة الجنائية الدولية             | ?                  | ?                    |

## وصلات خارجية
- موقع وزارة الخارجية المنغولية